# Umerziehung durch Arbeit

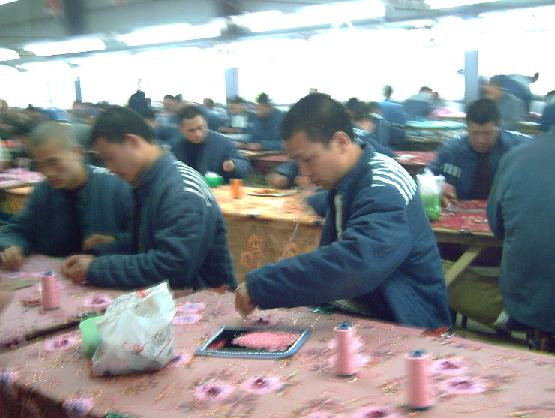
Arbeiter im Umerziehungslager Shayang

Umerziehung durch Arbeit (chinesisch 勞動教養 / 劳动教养, Pinyin láodòng jiàoyǎng, kurz 劳教,  Laojiao) war ein System von Haftanstalten in der Volksrepublik China, in denen Menschen für Verbrechen wie Diebstahl, Prostitution und Besitz, Konsum und Vertrieb von illegalen Drogen bis zu vier Jahre lang durch eine Verfügung der Polizeibehörde ohne Gerichtsurteil festgehalten werden. Deshalb wird auch von Administrativhaft gesprochen. Am 28. Dezember 2013 wurde die Abschaffung der „Umerziehung durch Arbeit“ durch die Verabschiedung einer entsprechenden Resolution des Ständigen Ausschusses des chinesischen Volkskongresses als höchstem Legislativorgan bekanntgegeben.

## Die verschiedenen Haftstrafen in China
Im chinesischen Rechtssystem gibt es zwei verschiedene Arten der Verurteilung. Ein Angeklagter kann entweder von einer Polizeibehörde mit Administrativhaft belegt oder von einem ordentlichen Gericht verurteilt werden.

### Administrativhaft
Für kleinere Vergehen gibt es die Möglichkeit der Administrativhaft. Diese Strafe wird von einer Polizeidienststelle verhängt. Die maximale Haftdauer ist drei Jahre, sie kann bei guter Führung halbiert, jedoch auch um bis zu einem weiteren Jahr verlängert werden. Für eine Verurteilung gelten die Bestimmungen der Strafprozessordnung nicht, eine Polizeibehörde kann einen Beschuldigten nach einem nur vage festgelegten Verfahren verurteilen. Es gibt mehrere Formen der Administrativhaft, die häufigste Form der Administrativhaft ist die „Umerziehung durch Arbeit“ (láojiào). Daneben gibt es die „Verwahrung und Erziehung“ (shourong jiaoyu) und die „Zwangsweise Drogenrehabilitation“ (qiangzhi jiedu).
In den vergangenen Jahrzehnten wurde die Administrativhaft immer wieder benutzt, um bei politischen Kampagnen eine größere Anzahl von Bürgern ohne viel Federlesens einzusperren. Die letzte größere Aktion war im Jahr 1999 bei der Wegsperrung von über zehntausend Falun-Gong-Anhängern nach einer nicht genehmigten Demonstration im Regierungsviertel von Peking. Auch wird die Administrativhaft gegen politische Oppositionelle oder den lokalen Behörden unbequemen Bürgern manchmal recht willkürlich eingesetzt.
Insgesamt gibt es in China ungefähr 1,4 Mio. Häftlinge, es kommt also ein Häftling auf ungefähr 950 Einwohner, von diesen 1,4 Mio. Häftlingen sind 400.000 Insassen in der Administrativhaft. In den USA ist das Verhältnis ein Häftling auf 143 Einwohner, in der Bundesrepublik ein Häftling auf 1.357 Einwohner.
Aus der Sicht der chinesischen Regierung ist die Administrativhaft weniger eine Strafe, vielmehr seien die Lager der „Umerziehung durch Arbeit“ ein notwendiges Mittel zur Wiedereingliederung, besonders bei jugendlichen Gesetzesbrechern. Die Lager der „Umerziehung durch Arbeit“ werden als eine kurzfristige Intervention des Staates dargestellt, um Kleinkriminelle vom Abgleiten in größere Straftaten abzuhalten. Daher die offizielle Unterscheidung zwischen krimineller und administrativer Haft. Die Insassen in einer Umerziehungsanstalt werden für ihre Arbeit bezahlt, die Insassen in krimineller Haft (in den Laogais) nicht.

### Von Gerichten verhängte Haft
Der Mehrzahl der Haftstrafen wird durch Strafprozesse verhängt. Diese Verfahren laufen gemäß der chinesischen Strafprozessordnung ab. Es sind Verfahren mit einem ausgebildeten Richter und einem Verteidiger für den Angeklagten. Die von Gerichten ausgesprochenen Freiheitsstrafen werden in Arbeitslagern mit dem Namen „Reform durch Arbeit“ (láogǎi, 劳改) verbüßt. In Absetzung zur Administrativhaft wird bei den von Gerichten verhängten Haftstrafen von „krimineller Haft“ gesprochen.

## Kompetenzstreit zwischen Justiz und Sicherheitsbehörden
Spätestens seit der Justizreform im Jahr 1997 ist das System der Administrativhaft in der politischen Diskussion. Bereits im Jahr 2004 forderten 420 Delegierte des Volkskongresses in 13 Anträgen, die behördliche Lagerhaft zu reformieren. Die Diskussion hält immer noch an und es werden auf höchster politischer Ebene Vorschläge zur Änderung diskutiert.
Juristen bis hin zum Obersten Gerichtshof wollen die Rolle der Gerichte gestärkt sehen. Sie argumentieren, dass die Administrativhaft seit dem Jahr 2000 (mit dem Inkrafttreten des Legislaturgesetzes, das klare Regeln bei der Inhaftierung eines Bürgers fordert) in ihrer derzeitigen Form illegal geworden sei. Auch verstoße die Administrativhaft gegen den von China unterzeichneten Pakt über bürgerliche und politische Rechte (ICCPR). Das System der Administrativhaft sei eine Sanktion aus einer Zeit, in der es noch kein umfassendes und solides Rechtssystem gab, wodurch es inzwischen obsolet geworden sei.
Auf der anderen Seite beharren die Sicherheitsbehörden auf dem derzeitigen System. Sie betonen, dass die Betroffenen ein Recht auf Einspruch bei höheren Dienststellen hätten, Machtmissbrauch durch die Polizei bei der Durchführung dieser Maßnahme nur selten vorkomme und dass diese Maßnahme sich als äußerst effektiv bei der Kriminalitätsprävention und Erhaltung der öffentlichen Ordnung erwiesen habe.
Allerdings erachten selbst die Rechtswissenschaftler, die das derzeitige System unterstützen, eine genauere Definition des rechtlichen Status der Administrativhaft und ihrer Beziehung zu anderen Gesetzen sowie eine Standardisierung des Verfahrens, das bisher lokal sehr unterschiedlich gehandhabt werde, für unerlässlich.

## Problematik der Administrativhaft
Für die Regierung ist problematisch, dass es im gegenwärtigen System immer wieder zu Streitfällen zwischen Polizei und Justiz kommt. Berühmt wurde der Fall eines jungen Bauern, der im Dezember 2006 in Henan nach einer Schlägerei festgenommen wurde. Der Staatsanwalt lehnte ein Verfahren wegen Geringfügigkeit ab und ordnete seine Entlassung an. Die Polizei nahm daraufhin den Bauern sofort fest und wies ihn in zweijährige Arbeitshaft ein. Ein Anwalt versuchte vergebens, die Polizei wegen Rechtsbeugung und Willkür anzuklagen. Solche Fälle, in denen Richter mit Hochschulabschluss von Polizeidienststellen abgekanzelt werden, beeinträchtigen das Ansehen der gesamten chinesischen Justiz.

## Auseinandersetzung um die Administrativhaft
Die innerparteiliche Auseinandersetzung um die Administrativhaft dauert nun schon einige Jahre an, und eine Entscheidung wurde immer wieder aufgeschoben. Trotz vielerlei Kritik gilt es derzeit aber als sicher, dass die Administrativhaft weiter bestehen wird. Als Kompromiss zwischen Justiz und Polizei wird diskutiert, die Haftdauer bei Administrativhaft auf maximal 18 Monate zu beschränken; die gesetzlichen Bestimmungen sollen präzisiert und die Einspruchsmöglichkeiten sollen verbessert werden, um dem Missbrauch der Administrativhaft entgegenzuwirken und um Widersprüche der Administrativhaft zum Legislaturgesetz abzubauen.
Im November 2013 wurde bekannt, dass die chinesische Regierung das Programm „Umerziehung durch Arbeit“ abschaffen will. Am 28. Dezember 2013 wurde das System endgültig abgeschafft.

## Listen von entsprechenden Lagern

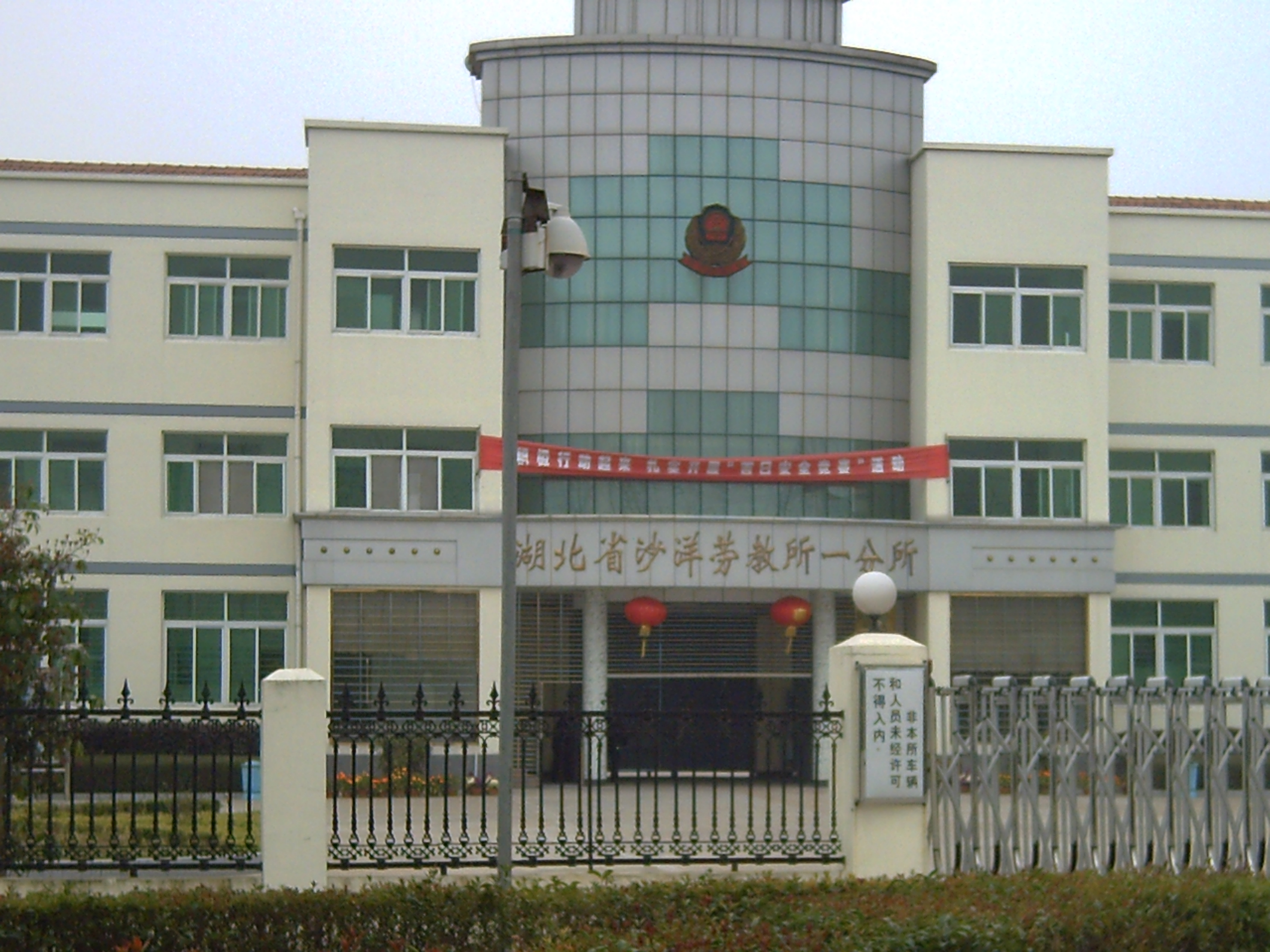
Seltene Ansicht eines Umerziehungslagers in der Provinz Hubei, aus den Archiven des Laogai-Museums in Washington, D.C.

- Liste der Arbeitslager in Anhui
- Liste der Arbeitslager in Chongqing
- Liste der Arbeitslager in der Inneren Mongolei
- Liste der Arbeitslager in Fujian
- Liste der Arbeitslager in Gansu
- Liste der Arbeitslager in Guangdong
- Liste der Arbeitslager in Guangxi
- Liste der Arbeitslager in Guizhou
- Liste der Arbeitslager in Hainan
- Liste der Arbeitslager in Hebei
- Liste der Arbeitslager in Heilongjiang
- Liste der Arbeitslager in Henan
- Liste der Arbeitslager in Peking
- Liste der Arbeitslager in Liaoning